# Virányos
Virányos ([ˈviɾaːɲoʃ]) est un quartier situé dans le 12e arrondissement de Budapest. 